# TerraLib
TerraLib è una libreria software GIS che estende la tecnologia dei DBMS basati sul sistema oggetto-relazione per gestire tipi di dati spazio-temporali. La libreria supporta diversi DBMS, tra cui MySQL, PostgreSQL, e Oracle. Il suo modello di dati vettoriali è verso l'alto (con funzioni che implementano) compatibile con gli standard OGC. TerraLib supporta lo sviluppo di applicazioni geografiche che utilizzano database spaziali.

## Funzioni
L'obiettivo del progetto per TerraLib è di sostenere applicazioni su larga scala utilizzando i dati socio-economici e ambientali. Gestisce i tipi di dati spazio-temporali (eventi, oggetti in movimento, spazi cellulari, oggetti modificabili) e consente query spaziali, temporali e degli attributi nel database. 
TerraLib supporta modellazione dinamica in spazi dei campi generici e ha un collegamento dinamico con il linguaggio di programmazione R per l'analisi statistica. Gestisce un grande insieme di dati immagine. TerraLib è implementato come una libreria di classi e funzioni C++, scritte in ANSI-C++, ed ha interfacce di programmazione in Java e Visual Basic.
TerraLib ha un team di sviluppo con sede in Brasile. Il team comprende Image Processing Division dell'Istituto Nazionale del Brasile per la Ricerca Spaziale, e Technology Group Computer Graphics della Pontificia Università Cattolica di Rio de Janeiro. TerraLib è concesso in licenza come open source in base alla LGPL.
Utilizzando TerraLib, il team ha sviluppato il INPE TerraView open source GIS, un GIS per TerraLib, che fornisce funzioni per la conversione dei dati, la visualizzazione, esplorazione e l'analisi dei dati spaziali, modellazione statistica spaziale e query spaziali e non spaziali. Un'altra applicazione è TerraAmazon, banca dati nazionale del Brasile per monitorare la deforestazione in Amazzonia. Gestisce più di 2 milioni di complessi di poligoni e 60 GB di immagini di telerilevamento.